# Colegio Nuestra Señora de Andacollo
El Colegio Nuestra Señora de Andacollo es una institución educacional del Arzobispado de Santiago, dirigida por la Congregación de Santa Cruz, creado en Santiago, en 1904. El colegio es un colegio particular subvencionado.

## Fundación
La historia de la Escuela Parroquial Andacollo se remonta a comienzos del siglo XX, en pleno auge de la cuestión social. Es así como en medio de un barrio pobre, en los suburbios de Santiago, lleno de conventillos y casas de mala reputación, se alzaba la torre de una vieja capilla que en conjunto con un terreno anexo, eran de propiedad de la antigua Cofradía de San Vicente Ferrer. Al liquidarse esta Cofradía, se resolvió destinar sus terrenos a la fundación de un santuario y una escuela para niños que un sacerdote de la época dedicó a Nuestra Señora de Andacollo.
A pesar de contar siempre con personas de buena voluntad, los altos y bajos económicos desde el principio de su historia hicieron peligrar el futuro de esta institución, lo que ha hecho querer mucho más esa pequeña escuelita, que hoy se ha ido transformando en un gran centro educacional. La escuela se abrió en forma sencilla en 1904, entregando alfabetización al entorno masculino del ambiente parroquial. Asimismo, se puso la primera piedra, en 1906, de lo que sería en un futuro el santuario de Andacollo, quedando a cargo de la obra el Presbítero Ladislao Godoy, el que después sería conocido como el Cura de Andacollo.
Al siguiente año, algunos jóvenes entusiastas fundaron el primer Patronato de Andacollo. El santuario, por la importancia que fue tomando, se hacía necesario darle una mayor importancia, por lo que la primera parroquia como tal se crea en junio de 1912 siendo nombrado cura y capellán, el Presbítero que desde un principio acompañó a esta obra, Ladislao Godoy. Ese mismo año, Miguel Covarrubias Valdés se ocupó en la formación del actual patronato, buscando quienes quisieran ayudarlo con la obra.
El plan del patronato fue claro desde un principio y es el que hasta hoy se podría considerar como principio fundamental. La idea era: "tomar al niño desde los primeros años en la escuela, educarlo cristianamente y darle una instrucción práctica, sin faltarle catecismo y juegos los domingos. No abandonarlo una vez salido de la escuela: crear una sociedad para ex alumnos y un centro obrero. Mejoramiento moral y material de la familia del barrio. Fomentar la higiene y el ahorro y establecer, en lo posible, gremios y sindicatos".
Es así como se crean casi sucesivamente varias organizaciones que acompañan no solo a la formación educacional sino que también la formación cristiana del niño y también de su entorno familiar, como por ejemplo, en 1911 la "Unión Protectora de Andacollo", correspondiente a socorros mutuos; "San Vicente de Paul", con una rama para mujeres y otra para hombres en 1915; la "Catequesis Dominical", en 1916; y se formó el "Centro de Obreros", en 1930.
El más antiguo libro de registro de matrícula data de 1915 a 1919, donde figuraba como profesor Félix Berrios Bustamante, quien posteriormente sería nombrado rector en 1919.

## Cambios en el Colegio
El barrio que rodeaba a la parroquia y la escuela era muy pobre. En la época no había calles pavimentadas y las casas de "mala reputación" rodeaban las calles. Es por eso que el patronato ejerció una influencia positiva en la comunidad y la escuela era uno de los mejores ejemplos, porque "los niños ya no andaban sucios y todos tenían zapatos".
La escuela empezó a necesitar programas analíticos en conformidad con la pedagogía "moderna". Así, se le pidió al director de la Escuela Olea, Aniceto Gallardo, que se ocupara en la redacción de estos programas, los que resultaron exitosos para la época.

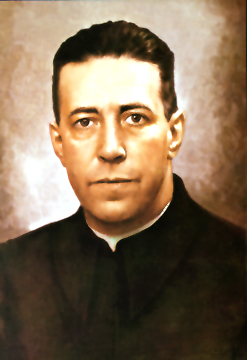
San Alberto Hurtado trabajó como funcionario del colegio en la década de 1910.

Así se inicia una época de nuevas tareas y nuevos directores, a la cabeza de Carlos Sánchez y de Fernando Díaz Garcés en 1916. Ese mismo año se fundó un centro para los alumnos del último año y para los que ya habían dejado el colegio. Era una época de mucha cooperación y compañerismo. Así, algunos alumnos del Colegio San Ignacio (Santiago de Chile), tomaron a su cargo el patronato dominical para estar con los niños, pero siempre a cargo de alguien superior. En este caso, un sacerdote de la Compañía de Jesús. Entre los jóvenes que vinieron a trabajar en el patronato era San Alberto Hurtado. San Alberto Hurtado trabajaba en la secretaría y la biblioteca.
A mediados de 1919, la Escuela Andacollo cambió su nombre y pasó a denominarse Escuela San Vicente Ferrer, por decisión del Patronato. Sin embargo, siguió cumpliendo con la formación cristiana de los niños. A pesar de que el edificio era muy pequeño, a la escuela asistían un promedio de 103 niños. Esa necesidad de educar se volcó en la necesidad de abrir una escuela nocturna para los niños que, habiendo estado en la escuela diurna, no podían continuar estudiando porque trabajaban de día.
En reuniones efectuadas por el Patronato en 1923 se acuerda fundar la Escuela Nocturna Crescente Errázuriz, que funcionó desde 1924 hasta 1936 con relativo éxito debido a que los fríos y las lluvias de otoño e invierno, hacían que los niños no asistieran con regularidad. A pesar de ello, las motivaciones por parte del patronato para que asistieran a estudiar no se hacían esperar y una de las medidas tomadas fue la instalación de una cancha de básquetbol e incluso se les compró una pelota de fútbol a los niños de la escuela, hecho que fue un gran evento porque en esa época solo los equipos profesionales las utilizaban. Se acordó también cobrar 10 pesos de matrícula por alumno, lo que serviría como garantía de asistencia y de "ahorro" puesto que se les devolvió a todos aquellos que asistieron al 75 % de las clases en el año. A pesar de todos los esfuerzos realizados por el patronato, ante la escasa asistencia comprobada por el visitador Fiscal Sr. Vera, en mayo de 1934, se decidió cerrar la escuela nocturna, puesto que había una matrícula de 75 alumnos y una asistencia de solo 28. El espíritu educador no se opacó con los nuevos hechos. Es por eso que se abrió una biblioteca con fecha del 21 de noviembre de 1933 y además, tenía el servicio de lectura a domicilio.
Posteriormente, el 4 de julio de 1934, se realizó una reunión del Patronato donde asistió el Presbítero Hermógenes de la Cerda, el que entregó su cargo de Cura de Andacollo al Presbítero Alberto Jacques Lejeunne. El nuevo párroco, de ascendencia francesa, estaba impregnado de las nuevas tendencias derivadas de la Encíclica Rerum Novarum, las que no se hicieron esperar frente al patronato y a la escuela. Esta última, por iniciativa del nuevo párroco, cambió de nombre al que tenía antiguamente: Escuela Nuestra Señora de Andacollo.
En 1943, Nicomedes Guzmán escribió su novela de la pobreza del barrio, "La sangre y la esperanza", que habla frecuentemente de la presencia del colegio y de la parroquia entre los pobres por el sonido de sus "campanas," un sonido que se repite en los momentos claves del libro entero.
Por otra parte, el 21 de julio de 1944, el Ministerio de Justicia le otorga personalidad jurídica a la Corporación Patronato de Andacollo, por el decreto N° 2999.
También, en 1944, un seminarista ayudó en el colegio, Antonio Moreno Casamitjana. Después de ordenarse, él fue nombrado Arzobispo de Concepción, donde sirvió en esta capacidad desde 1989 a 2006. Mons. Moreno acompañó a jóvenes del colegio a un Congreso Eucarístico en Buenos Aires en 1944.
Los cambios necesarios continuaron y es así como llegó a principios de 1947 el Presbítero Fernando Cifuentes Grez, quien se dedicó a trabajar en la posibilidad de fundar un liceo parroquial, para que los alumnos de la escuela pudieran continuar sus estudios, lo que se logró porque el nuevo párroco obtuvo una subvención de un monto mensual fijo por parte del Ministerio de Hacienda de Chile. Las buenas nuevas no tardaron y en el período escolar de 1948 comenzó a funcionar el Liceo Popular Andacollo, con el primer año de humanidades. 
En esos años crear un liceo parroquial gratuito era toda una osadía porque los liceos católicos no eran parroquiales, estaban todos bajo la tutela de congregaciones religiosas y eran pagados; solo las escuelas parroquiales eran gratuitas.
Siempre preocupados del ámbito educacional, el párroco se preocupó de la continuidad de los estudios. Es así como cuando se logró avanzar al segundo ciclo de humanidades, el presbítero Cifuentes obtuvo el compromiso del rector del Liceo Amunátegui para que los alumnos promovidos al tercer año de humanidades pudieran ser incorporados sin inconvenientes a dicho establecimiento. Sin embargo, el compromiso no se pudo cumplir en su totalidad, puesto que solo eran recibidos los alumnos sobresalientes, que por sus notas podían entrar a cualquier establecimiento.
A pesar de los problemas, a los que, además, se sumaban los económicos, el párroco vio que no solo los niños, sino que también las niñas querían seguir estudiando, por lo que en 1953 se fundó el Liceo Nocturno Mixto Andacollo, que ocupó las aulas del patio la Virgen del Liceo Popular Andacollo.
Los problemas de salud comenzaron a aquejar al párroco Cifuentes y la autoridad eclesiástica mandó al Presbítero Vicente Ahumada Prieto para que se hiciera cargo de la parroquia y de los requerimientos que esta tenía. Sin embargo, el Presbítero Cifuentes quedó a la cabeza de ambos colegios.
Al terminar el período escolar de ese año, se supo que el rector de ambos establecimientos, el presbítero Fernando Cifuentes Grez, había sido designado por las autoridades eclesiásticas a diversos cargos docentes en la Pontificia Universidad Católica de Chile, lo cual dejó a todos muy tristes y con un enorme sentimiento de pesimismo. Dadas las circunstancias, pasó a tomar las rectorías respectivas Monseñor Vicente Ahumada Prieto, párroco de Andacollo, y a quien, además, le tocó afrontar la grave situación del liceo nocturno el que, a pesar de todos sus esfuerzos y el de todos los profesores, se resolvió cerrar a fines de 1954 debido a la falta de alumnos, los que a pesar de matricularse masivamente, no asistían a clases. Sin embargo se siguió trabajando en lo educacional que estaba debidamente acompañado de una completa formación cristiana a través de los grupos parroquiales de acólitos, grupos de señoras y de la juventud.
Corría el año 1954, y el contralor general de la República, a través del conservador del Archivo Nacional de Chile, declara cooperadoras de la función educacional del estado a la Escuela Particular N° 41 "Patronato Andacollo". En el título primero de este estatuto, el Patronato de Andacollo tiene por "Objetivo promover el adelanto religioso, moral, intelectual y profesional de las personas que concurran a los establecimientos que tienen destinados al efecto". Todos los títulos estaban aprobados por el Arzobispo y se legalizaron el septiembre de 1954. 
Siguiendo con su afán educador, en 1955 se aprobó la petición de las profesoras Isabel Aguilera, Lilia Garrido, Isidora Briceño y Brunilda Jiménez, de abrir un colegio paralelo para los cuatro primeros cursos de la educación primaria, la que se bautizó con el nombre de Escuela Vicente Ahumada y que funcionó hasta 1958, con gran éxito, para después volver a formar parte de la Escuela N°41 Andacollo. En cuanto al Liceo Popular Andacollo, gracias a la disposición del patronato, el apoyo de Monseñor Ahumada y de personas de buena voluntad, se comenzó en marzo de 1959 el cuarto año de humanidades, por lo que al final de 1961 se graduaron los primeros liceanos con la educación completa.
A pesar de todas las buenas noticias, con el alejamiento de Monseñor Vicente Ahumada en 1964 se agravó el síndrome de la mala economía y a pesar de lograr varios préstamos bancarios por parte del Directorio a través del Sr. Jiménez para pagar los sueldos impagos de los profesores, que a veces pasaban meses sin ver una gota de dinero, se les avisó a todos los apoderados y alumnos que a fines de ese 1965 se cerraba el Colegio Andacollo. Muchos exalumnos del Colegio emprendieron medidas rápidas y se ofrecieron a trabajar gratis enseñando a los niños y a pesar de que la dirección del establecimiento no quería aceptarlo, se terminó por desarrollar esta propuesta. En este sentido no era que la dirección quisiera cerrar el Colegio, sino que ya la desesperanza reinaba completamente por el exceso de deudas que aquejaban a la institución.

## Llegan los laicos
En 1965 hubo nuevos cambios. Se hizo cargo de la rectoría el Presbítero Luis Bascuñán Edwards quien, en medio de grandes incógnitas que se planteaban los feligreses de su parroquia y su alumnado, notó que era cada día más difícil obtener la subvención que daba el estado para mantener en funcionamiento el colegio. Cuando entregó su cargo al Presbítero Agustín Lloret Paret, este comprobó la misma falta de quien tuviera el período anterior por lo que cuando volvió Luis Bascuñán en 1968, no quiso asumir el cargo y lo puso a disposición del vicario de la Zona Centro, Rafael Maroto Pérez.
La autoridad eclesiástica, ante la imposibilidad de encontrar a alguien del clero para que se hiciera cargo del colegio parroquial como era la tradición, se vio en la necesidad de nombrar en ese cargo al inspector general del liceo, Miguel Mena Romero, cargo que ocupó desde 1968 hasta 1975.
Dentro de esta época de crisis social, económica y política, en 1967 la presencia de los sacerdotes desaparecen del colegio, de tal modo que no había misas, ni confesiones, y las clases de religión eran realizadas por los laicos. Sin embargo, siguió funcionando con éxito la pastoral, gracias a que el rector nombró a dos alumnos destacados para que siguieran con esta misión. Ellos eran Enrique Contreras Arntz y Juan Riveros Silva, quienes posteriormente, marcados por su esta experiencia que culminó cuando se graduaron, siguieron ambos el camino del sacerdocio: Enrique como Capuchino y Juan como Presbítero del clero secular.
En estos difíciles momentos tanto la parroquia como el colegio pudieron sobrevivir gracias al esfuerzo de muchos laicos. Ellos pasan a ser los verdaderos conductores de la vida parroquial.

## La Polarización Política
La situación política que se vivía ya en 1969 afectó la relación Parroquia- Colegio. El rector del Liceo en ese período también era el presidente de la junta Parroquial, y en su calidad de tal, sugirió al párroco Luis Bascuñán que debía retirar un afiche que tenía en el comedor de la Parroquia, puesto que ponía en duda la independencia política de la institución. A raíz de esto, el párroco exigió la renuncia del rector, quien lo hizo en ese mismo momento comunicándolo al profesorado, quienes se reunieron junto al Directorio del Centro de Padres, llegándose al acuerdo que si no había una anulación de la citada renuncia, sería ocupada la parroquia por los apoderados, profesores y alumnos, lo que finalmente no se realizó puesto que la medida no se llevó a cabo.
En 1972 el gobierno de la Unidad Popular decide instaurar la Escuela Nacional Unificada, lo que provocó una división entre partidarios del gobierno y opositores. A pesar de tales divisiones, estas no afectaron la armonía del Liceo. Por lo tanto, cuando llegó el material de trabajo, con las instrucciones para el cuerpo docente para tratar el tema de la Escuela Nacional Unificada, se reunieron los profesores junto al rector, que prefirió obviar el punto número uno, porque señaló que trataba puntos filosóficos y políticos que siempre se habían discutido, y que no serían ellos quienes llegaran a acuerdo, por lo que fue aprobado inmediatamente y se dedicaron plenamente a la parte técnica del proyecto, las que finalmente fueron apoyadas y se envió la respuesta al respectivo ministerio.
Es por eso que fue una gran sorpresa cuando se hizo presente un grupo de funcionarios ministeriales para informar que el Liceo Andacollo fue el único que llegó a un acuerdo y que enviaron una respuesta, por lo tanto venían a indagar cómo había sido posible tal acuerdo.
Años después, en enero de 1973, fueron nombrados el padre Juan González y Orlando Córdova, ambos Capuchinos, para la atención sacramental de la parroquia, a pesar de que la conducción pastoral la tenían los laicos.
Ese mismo año la parroquia empezó a contar con el apoyo de algunas hermanas Carmelitas, las que tomarían el trabajo de la Catequesis familiar.

## Nuevos problemas
A fines de 1973, pasados los conflictos que se tendrían como Colegio Católico y parroquial, el rector se reunió con el cardenal Raúl Silva Henríquez para avisarle del cierre del colegio por los sucesivos problemas económicos. La autoridad eclesiástica lo envió a conversar con el vicario para la Educación, monseñor Gambino, quien solo logró que el rector le prometiera el no cierre del establecimiento por el momento, pero no desarrolló las gestiones necesarias para que no sucediera. Por lo tanto en 1974 se volvió a reunir con la autoridad eclesiástica para avisarle que Monseñor Gambino no había hecho nada en concreto, por lo que el Colegio se cerraba. Es así como el Cardenal le pidió que esto no se realizara y que matriculara a los niños de todas maneras, ante lo cual el rector se retiró diciendo que lo haría, pero que la medida drástica no podría esperar sin una solución.
Todos estaban al tanto que el Cardenal estaba viviendo momentos muy difíciles debido a la época. A su vez, el Colegio reunía todos los veranos al rector, algunos profesores y alumnos que colaboraban pintando el mobiliario para ahorrar dinero. Pero estos esfuerzos no bastaban. Se requería mucho más para mantener el colegio en funcionamiento.
Sorpresivamente, el verano de 1975, dos sacerdotes de la Congregación Santa Cruz visitaron al rector del colegio. Los Padres James D'Autremont y Charles Delaney, del Saint George's College, llegaron a visitar el colegio porque, a través del Cardenal, habían sabido de su mala condición.

## La Congregación y el Colegio Andacollo
Con la visita de los Padres James D'Autremont, C.S.C. y Charles Delaney, C.S.C., se inicia una nueva época para la Escuela Andacollo. Así se inicia la etapa en que la Congregación Santa Cruz llegó a la parroquia y al establecimiento educacional. 
En el primer año de administración bajo la tuición de la Congregación de Santa Cruz, el Padre D'Autremont no quiso que se hicieran reformas significativas. Incluso confirmó al mismo rector, Sr. Miguel Mena Romero, para que permaneciera en el cargo, hasta que llegara desde Estados Unidos el padre Rector designado por la Congregación.
La presencia del Padre D'Autremont y de otros sacerdotes, religiosas y asociados de la Congregación, hicieron que el personal docente y los administrativos se sintieran, después de haberse sentido casi abandonados, sentían que ahora estaban enriquecidos plenamente por esta nueva presencia religiosa en la comunidad. Antes que llegara el nuevo rector, el Padre D'Autremont determinó tres innovaciones. Primero hizo transformar el ex pabellón de la brigada de exploradores, en una biblioteca, con lugares apropiados para tomar apuntes y sectores de lectura. Después, fundó un kinder y, en tercer lugar, incorporó a las niñas al Colegio que hasta ese momento era solo de varones.
Cuando en 1976 llegó el nuevo rector, el Padre Roberto Simón, C.S.C., todos quedaron admirados por el curriculum tan impresionante que tenía. El padre Simón en forma muy suave, pero a la vez firme, hizo todos los cambios e innovaciones necesarias para mejorar el nivel académico y, junto con esto, logró un cariñoso y respetuoso aprecio de la comunidad escolar, que siempre supo agradecer su dedicación.
En los primeros años de su llegada, la Congregación empezó a entregar becas a los alumnos destacados por su buen rendimiento y que teniendo la capacidad para realizar estudios superiores, no podrían hacerlo por razones económicas. Posteriormente esto llegó a ser una fantasía hecha realidad porque con el tiempo, muchos alumnos del Liceo Popular Andacollo, fueron a la Universidad de Notre Dame para obtener títulos profesionales.

## Nueva década y nuevos cambios
En 1982 se desarrollan nuevos cambios y es así como el Padre Roberto Simón fue trasladado por la Congregación, pero se atenuó con la llegada del Padre Gerard Barmasse, quien era el profesor de religión del establecimiento. Si bien al padre Simón le correspondió mejorar y estructurar lo académico, poniendo las bases de lo que vendría, al rector que comenzaba, el Padre Barmasse le correspondería la ampliación de las dependencias, hacer un trabajo pastoral con mucha formación de los apoderados y de la familia y fomentar algunas nuevas experiencias académicas. Al Padre Gerardo le correspondió encabezar diversas situaciones que resultaron maravillosas, pero también debió sufrir unos de los años más difíciles y conflictivos de nuestro país, debido a que estaba finalizando el gobierno militar y las diversas campañas políticas, que condujeron a la vuelta de la democracia. Esto hizo que se pasara por un período de grandes divisiones, las que también se hicieron sentir en el colegio.
El Terremoto de Santiago de 1985 daño mucho a la parroquia tanto como el colegio. Varios salones del clases fueron condenados por el estado después del terremoto y duró varios años hasta que pudieron tumbar tales estructuras y remeplazarlas. El Padre Tomás Bednar, C.S.C. asumió el papel de rector en 1994 y comenzó un proyecto de reconstrucción. En acquel tiempo, el colegio tuvo 900 alumnos y solo 14 salones de clases en una doble jornada. Alumnos de séptimo hasta cuarto medio asistieron desde 7:45 a. m. hasta 2:05 p. m. A las 2:15 p. m. alumnos de Kinder hasta sexto entraron, y asistieron a clases hasta 6:35 p. m..
El Padre Bednar realizó la construcción de cuatro nuevas salas de clases (en 1995), la biblioteca y sala de computación (1996), la primera etapa de un edificio de tres pisos (1997), y el casino con otras salas en el segundo piso(1998). Luego, el Padre Jorge Urtubia construyó un gimnasio para el colegio. Hoy día el colegio acomoda a 1.000 alumnos en una jornada única.
Los rectores del colegio por la Congregación de Santa Cruz han sido:
- P. Roberto Simón, C.S.C. (1976-1981)
- P. Gerardo Barmasse, C.S.C. (1982-1987)
- P. Roberto Simón, C.S.C. (1988-1993)
- P. Tomás Bednar, C.S.C. (1994-1999)
- P. Jorge Urtubia, C.S.C. (2000-2009)
- P. Roberto Simón, C.S.C. (2010-2012)
- Sr. Luis Márquez Matus (2013 - 2017)
- Sra. Adriana Verdugo Soenksen (2017-2019)
- Sra. Ana María Pichicona (2019-...)

La comunidad educacional está formada por alumnos, alumnas, padres y apoderados, personal docente y no docente, quienes trabajan en conjunto para desarrollar en niños y jóvenes, capacidades de liderazgo en lo académico, espiritual y social, inspirados en las enseñanzas de la Iglesia Católica, con la espiritualidad propia de la Congregación de Santa Cruz.
El Colegio Nuestra Señora de Andacollo, es un establecimiento que promueve entre los miembros de su comunidad el espíritu de superación, para llegar a ser ciudadanos responsables, protagonistas y constructores de su entorno social.

## Equipo directivo actual
El equipo direccional del Colegio Nuestra Señora de Andacollo en la actualidad está integrado por:
| Cargo                                 | Titular                |
| ------------------------------------- | ---------------------- |
| Rector del Colegio                    | Ana María Pichicona    |
| Director de Pastoral                  | Jorge Lembach          |
| Directora de Currículo y Orientación  |                        |
| Directora de Educación Básica         | Rodrigo Molina         |
| Directora de Educación Media          | Leslie OJeda           |
| Director de Administración y Finanzas | Guillermo Balut Olguín |